# Stenospermation gracile
Stenospermation gracile är en kallaväxtart som beskrevs av Luis Aloysius, Luigi Sodiro. Stenospermation gracile ingår i släktet Stenospermation och familjen kallaväxter. IUCN kategoriserar arten globalt som sårbar. Inga underarter finns listade.